# Asclepiadoideae
Asclepiadoideae é uma subfamília de plantas dicotiledóneas da família Apocynaceae, composta por cerca de 2 000 espécies repartidas em aproximadamente 250 gêneros.
É uma subfamília cosmopolita, composta na maioria por plantas herbáceas, lianas e arbustos, mas também algumas árvores, e por vezes de especto de cactos. Estas espécies podem ser encontradas na regiões subtropicais a tropicais, com algumas raras plantas em regiões temperadas.

## Depois de 1998
O sistema APG, de 1998 e o sistema APG II incorporam esta família nas Apocynaceae.

## Lista de géneros
| - Absolmsia - Adelostemma - Aidomene - Amblyopetalum - Amblystigma - Ampelamus Pfeiffer - Anatropanthus - Anisopus - Anisotoma - Anomotassa - Araujia Brot. - Asclepias L. - Aspidoglossum - Astephanus - Barjonia - Belostemma - Bidaria - Biondia - Blepharodon - Blyttia - Brachystelma - Calotropis R.Br. - Campestigma - Caralluma - Ceropegia - Cibirhiza - Cionura - Clemensiella - Conomitra - Cordylogyne - Corollonema - Cosmostigma - Costantina - Cyathostelma - Cryptostegia R.Br. - Cynanchum L. - Dactylostelma - Dalzielia - Decabelone - Decanema - Decanemopsis - Dicarpophora - Diplolepis - Diplostigma - Dischidanthus - Dischidia - Ditassa - Dittoceras - Dolichopetalum - Dolichostegia - Dorystephania - Dregea - Drepanostemma - Duvalia - Duvaliandra - Echidnopsis - Edithcolea - Emicocarpus - Emplectranthus - Eustegia - Fanninia - Fischeria | - Fockea - Folotsia - Frerea - Funastrum Fourn. - Genianthus - Glossonema - Glossostelma - Gomphocarpus - Gongronema - Gonioanthelma - Goniostemma - Gonolobus Michx. - Graphistemma - Gunnessia - Gymnema R.Br. - Gymnemopsis - Harmandiella - Hemipogon - Heterostemma - Heynella - Hickenia - Holostemma - Hoodia - ×Hoodiopsis - Hoya R.Br. - Hoyella - Huernia - Huerniopsis - Hypolobus - Ischnostemma - Jacaima - Janakia - Jobinia - Kanahia - Karimbolea - Kerbera - Labidostelma - Lachnostoma - Lagoa - Lavrania - Leichardtia - Leptadenia - Lhotzkyella - Lugonia - Lygisma - Macroditassa - Macropetalum - Macroscepis - Mahafalia - Mahawoa - Manothrix - Margaretta - Marsdenia R.Br. - Matelea Aubl. - Melinia - Mellichampia - Meresaldia - Merrillanthus - Metaplexis R.Br. - Metastelma R.Br. - Micholitzea - Microdactylon | - Microloma - Microstelma - Miraglossum - Mitostigma - Morrenia Lindl. - Nautonia - Nematostemma - Neoschumannia - Nephradenia - Notechidnopsis - Odontanthera - Odontostelma - Odontostephana - Oncinema - Oncostemma - Ophionella - Orbea - Orbeanthus - Orbeopsis - Oreosparte - Orthanthera - Orthosia - Oxypetalum R.Br. - Pachycarpus - Pachycymbium - Papuastelma - Parapodium - Pectinaria - Pentabothra - Pentacyphus - Pentarrhinum - Pentasachme - Pentastelma - Pentatropis - Peplonia - Pergularia L. - Periglossum - Periploca L. - Petalostelma - Petopentia - Pherotrichis - Piaranthus - Platykeleba - Pleurostelma - Podandra - Podostelma - Prosopostelma - Pseudolithos - Ptycanthera - Pycnoneurum - Pycnorhachis - Quaqua - Quisumbingia - Raphistemma - Rhyncharrhena - Rhynchostigma - Rhyssolobium - Rhyssostelma - Rhytidocaulon - Riocreuxia - Rojasia - Rothrockia | - Sarcolobus - Sarcostemma R.Br. - Schistogyne - Schistonema - Schizoglossum - Schubertia - Scyphostelma - Secamone - Secamonopsis - Seshagiria - Sisyranthus - Solenostemma - Sphaerocodon - Spirella - Stapelia L. - Stapelianthus - Stapeliopsis - Stathmostelma - Steleostemma - Stelmagonum - Stelmatocodon - Stenomeria - Stenostelma - Stigmatorhynchus - Strobopetalum - Stuckertia - Swynnertonia - Tassadia - Tavaresia - Telminostelma - Telosma Cov. - Tenaris - Tetracustelma - Tetraphysa - Thozetia - Toxocarpus - Treutlera - Trichocaulon - Trichosacme - Trichosandra - Tridentea - Tromotriche - Tweedia - Tylophora - Tylophoropsis - Vailia - Vincetoxicopsis - Vincetoxicum - Voharanga - Vohemaria - White-sloanea - Widgrenia - Woodia - Xysmalobium. |  |